# V型5気筒

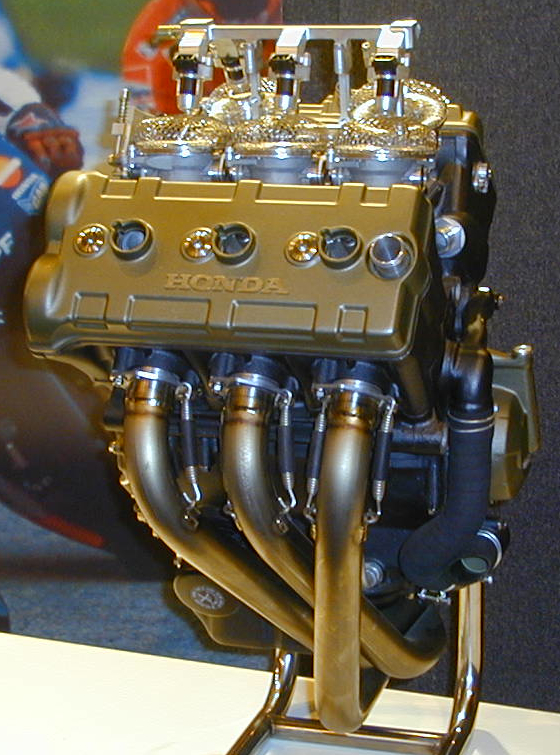
ホンダのMotoGP用V型5気筒

V型5気筒（ブイがたごきとう）とは、レシプロエンジン等のシリンダー配列形式のひとつ。5つのシリンダーがV型に開かれ配置される。
採用例は極めて少なく市販車ではフォルクスワーゲン、レースでは二輪でホンダとチームKRのみである。

## フォルクスワーゲンのV型5気筒
名称は「AGZ」。同社の狭角V型6気筒（VR6）エンジンから1気筒取り除いたエンジンで、そのため「VR5」とも呼ばれる。フォルクスワーゲンの狭角V型エンジンは、直列エンジンの軸方向の長さを短くする目的で、シリンダー位置を千鳥配置にラップさせた（重ねた）ものである。そのためクランクシャフトも直列型に極めて近く、爆発間隔も直列5気筒と同じ144度で、点火順序も直列5気筒に同じだが、独特の排気音を発生させた。
1997年から2006年にかけて生産された。搭載車は4ドアセダンのボーラとパサートの一部に留まっていたが、それぞれのモデルチェンジ（ボーラ→ジェッタ、パサートB5.5→B6）でV5搭載グレードは消滅。現在V5搭載車は生産されていない。

## ホンダのV型5気筒
2002年からのロードレース世界選手権の大幅な規定変更にあわせて、従来の2ストロークエンジンに代わって（2ストロークも一部継続）採用された4ストロークガソリンエンジンである。レギュレーションで4気筒と5気筒に同じ最低重量が適用されたことが5気筒エンジンが選ばれた背景のひとつである。同社はかつてWGP125ccクラスで直列5気筒エンジンを採用したことがあるが、今回は同じ5気筒をV型という形式に適用した。通常V型エンジンは偶数気筒で構成されるが、ホンダは過去に二輪の市販車とレーサーでV型3気筒を手がけており、それに続く奇数気筒のV型エンジンとなった。
RC211Vのエンジンは奇数気筒ということもあり、従来のV型エンジンとはかなり変わった構成をとる。クランクピンを共有するV型2気筒エンジンを基本とし、それと対称なV型2気筒からなる。残りの1気筒は、ふたつのV2エンジンで構成されたV4エンジンの中央に追加したようなエンジンである。このエンジンのバンク角は75.5°に設定され一次振動を低減している。外部リンクを参照。

## チームKRのV型5気筒
ケニー・ロバーツ率いるチームKRも、MotoGPのレギュレーション変更に伴い2003年と2004年シーズンに独自開発のV型5気筒エンジンを搭載したKRMX1を参戦させた。

## その他
ゼネラルモータースは1980年代にオールズモビルのディーゼルV型6気筒を流用してディーゼルエンジンのV型5気筒を開発していたが、量産には至らなかった。